# (500501) 2012 TW282
(500501) 2012 TW282 es un asteroide perteneciente al cinturón de asteroides, descubierto el 18 de septiembre de 2012 por el equipo del Mount Lemmon Survey desde el Observatorio del Monte Lemmon, Arizona, Estados Unidos.

## Designación y nombre
Designado provisionalmente como 2012 TW282.

## Características orbitales
2012 TW282 está situado a una distancia media del Sol de 3,135 ua, pudiendo alejarse hasta 3,819 ua y acercarse hasta 2,451 ua. Su excentricidad es 0,218 y la inclinación orbital 17,37 grados. Emplea 2027,97 días en completar una órbita alrededor del Sol.

## Características físicas
La magnitud absoluta de 2012 TW282 es 15,9. 